# シヤボンガ・ノンベテ
シヤボンガ・ノンヴェテ（Siyabonga Eugene Nomvethe ([nɒmˈvɛteɪ])、1977年12月2日 - ）は南アフリカ共和国・ダーバン出身の元サッカー選手。現役時代のポジションは、フォワード。

## 経歴

### 選手
1999年に南アフリカ代表デビュー。2002 FIFAワールドカップ、2010 FIFAワールドカップにも出場した。2012年までに82試合に出場、16得点をあげた。

### 指導歴
2020年12月17日からベニー・マッカーシー監督の下、アマズールでアシスタントコーチに就任することが発表された。

## 所属クラブ
- 1997-1998  アフリカン・ワンダラーズ
- 1998-2001  カイザー・チーフスFC
- 2001-2005  ウディネーゼ・カルチョ

2004 → サレルニターナ・カルチョ1919 (loan)
2004-2005 → エンポリFC (loan)
2005 → ユールゴーデンIF (loan)
- 2006  オーランド・パイレーツFC
- 2006-2009  オールボーBK
- 2009-2016  モロカ・スワローズFC

## 代表歴

### 出場大会
- 南アフリカ代表
  - 2002 FIFAワールドカップ
  - 2010 FIFAワールドカップ

### 試合数
- 国際Aマッチ 82試合 16得点（1999年-2012年）[3]

| 南アフリカ代表 | 国際Aマッチ | 国際Aマッチ |
| 年             | 出場        | 得点        |
| -------------- | ----------- | ----------- |
| 1999           | 3           | 1           |
| 2000           | 11          | 3           |
| 2001           | 10          | 1           |
| 2002           | 10          | 2           |
| 2003           | 5           | 2           |
| 2004           | 10          | 3           |
| 2005           | 9           | 2           |
| 2006           | 7           | 0           |
| 2007           | 7           | 1           |
| 2008           | 0           | 0           |
| 2009           | 0           | 0           |
| 2010           | 7           | 1           |
| 2011           | 0           | 0           |
| 2012           | 3           | 0           |
| 通算           | 82          | 16          |